# Ministério do Meio Ambiente (Coreia do Sul)
O Ministério do Meio Ambiente (hangul: 환경부; hanja: 環境部; rr: Hwangyeongbu; ME) é um órgão nacional do governo da Coreia do Sul. Além de ser encarregado de proteção ambiental e do patrocínio de pesquisas ecológicas, o ministério administra os parques nacionais da Coreia do Sul. Foi criado em 23 de dezembro de 1994.
Sua sede fica localizada na Cidade de Sejong.